# Io no spik inglish
Io no spik inglish è un film del 1995 diretto da Carlo Vanzina, ambientato tra Albenga e il Regno Unito.

## Trama
Sergio Colombo è un assicuratore che lavora per la compagnia Assiligure, che viene assorbita dalla British Fund Insurance, una multinazionale britannica. Non avendo alcuna nozione d’inglese, Sergio viene minacciato di licenziamento se non provvederà a colmare questa sua lacuna, frequentando un corso di full immersion ad Oxford. La moglie Paola e la figlia Betta, con le quali intrattiene ormai da molto tempo un rapporto tutt'altro che felice e sereno, e che sembrano considerarlo solo quando si tratta di soldi e favori vari, sono quindi costrette a trascorrere le vacanze estive in Sardegna senza di lui.
Arrivato in Inghilterra, Sergio, dopo aver fatto conoscenza dei titolari della prestigiosa scuola di lingue dove dovrà adesso studiare, Fred Livingstone e sua moglie Linda, scopre di essere stato iscritto in un corso per bambini. Colombo ne passa di tutti i colori: sveglia alle sei, seguita da otto ore di fila d'inglese, più la stesura d'un tema al giorno e a letto alle nove di sera; inoltre, viene costantemente preso di mira dai suoi piccoli compagni di corso, tutti italiani come lui. La scuola organizza varie attività: alla mostra dell'istituto dove hanno studiato anche i Windsor, distrugge un'opera del Canaletto da un milione di sterline, riuscendo fortunatamente a non venire scoperto.
In seguito, a causa della morte della zia di Linda, i coniugi intendono cancellare la visita a Londra e ai suoi monumenti, ma Sergio convince i due coniugi a farsi incaricare d'accompagnare lui stesso i bambini. Nella capitale, però, Sergio s'imbatte in alcuni tifosi sampdoriani in trasferta per la semifinale di Coppa delle Coppe Arsenal-Sampdoria e non resiste alla tentazione di andare a vedere la sua squadra del cuore, portandosi così dietro l'intera scolaresca. Allo stadio, tuttavia, è obbligato ad infiltrarsi nella curva dell'Arsenal e, quando ad un gol della Sampdoria, Sergio è l'unico ad esultare mentre tutti i tifosi dell'Arsenal tacciono delusi, deve darsi ad una repentina fuga per non finire pestato a sangue. 
Le disavventure londinesi del gruppo continuano con la visita, e susseguente cacciata, da un locale a luci rosse (dove Sergio, su insistenza dei ragazzi, aveva portato il gruppo per assistere ad uno spettacolo di spogliarello) e con l'incontro con Patrizia, una giovane romana emigrata a Londra, con cui Sergio si illude di avere una breve storia d'amore estiva e che appunto si conclude in nulla di fatto, quando la scopre essere una prostituta pagata dai suoi compagni di corso; tuttavia, colpita dalla bontà e dalla simpatia di Sergio, la giovane si rifiuta di ricevere il compenso per un rapporto peraltro mai avvenuto.
Al ritorno da Londra, Sergio viene espulso per il forte ritardo nel rientro e per la cattiva condotta dimostrata negli studi. Ormai, però, Sergio ha imparato l'inglese; all'aeroporto di Heathrow, infatti, imbattendosi nel suo capo, sfodera con il personale dell'aeroporto le conoscenze acquisite e viene perciò reintegrato nella compagnia assicuratrice. Sergio allora raggiunge immediatamente la moglie e la figlia al mare, ma la loro scarsa attenzione nei suoi confronti lo spinge a cercare di nuovo la compagnia dei bambini, con cui ingaggia una "guerra" con la pistola ad acqua.

## Sequel
Nel 1997 venne prodotto un seguito, sempre per la regìa di Carlo Vanzina, intitolato Banzai. La pellicola vede Colombo, divorziato ed alle prese con la dura vita d'uno  scapolo di mezz'età,  ritrovatosi - per un disguido all'aeroporto - intrappolato in un viaggio odisseico per l'Estremo Oriente.